# Listă de autori de romane polițiste
Această listă cuprinde autori de romane polițiste:

## Români
- George Arion
- Ștefan Berciu[1]
- Rodica Ojog-Brașoveanu
- Olimpian Ungherea
- Gheorghe Buzoianu
- Petre Sălcudeanu
- Constantin Chiriță
- Theodor Constantin
- Romulus Cojocaru
- Denis Grigorescu
- Bogdan Hrib [2]
- Florin Andrei Ionescu
- Șerban Mărgineanu[3]
- Oana Stoica Mujea
- Leonida Neamtu
- Jesy Pior
- Monica Ramirez
- Liviu Rebreanu (1885-1944)
- Ștefan Marian
- Horia Tecuceanu
- Stelian Țurlea
- Haralamb Zincă

## A
- Keith Ablow (n. 1961)
- Rolf Ackermann (n. 1952)
- Gilbert Adair (n. 1944)
- Thomas Adcock (n. 1947)
- Uri Adelmann (n. 1958)
- Uli Aechtner (n. 1952)
- Joan Aiken (1924−2004)
- Rennie Airth (n. 1935)
- Boris Akunin (n. 1956)
- Bill Albert
- Susan Wittig Albert
- Jürgen Alberts (n. 1946)
- Andrea Albes (n. 1967)
- Rob Alef (n. 1964)
- Bruce Alexander (1932−2003)
- Ted Allbeury (1917−2005)
- Richard Allen
- Margery Allingham (1904−1966)
- Eva Almstädt (n. 1965)
- Sabine Alt (n. 1959)
- Matthias Altenburg (n. 1958); Pseudonim Jan Seghers
- Alan D. Altieri (n. 1952)
- Nessa Altura (n. 1951)
- Karin Alvtegen (n. 1965)
- Eric Ambler (1909−1998)
- Kingsley Amis (1922−1995)
- Niccolò Ammaniti (n. 1966)
- Roberto Ampuero (n. 1953)
- Sarah Andrews
- Edoardo Angelino (n. 1950)
- Gert Anhalt (n. 1963); Pseudonim Raymond A. Scofield
- Friedrich Ani (n. 1959)
- Gosho Aoyama (n. 1963)
- Henk Apotheker (n. 1956)
- René Appel (n. 1945)
- Charles Ardai (n. 1969)
- Jakob Arjouni (n. 1964)
- Frank Arnau (1894−1976)
- Ottilie Arndt (n. 1951 ) D
- Jake Arnott
- Guillermo Arriaga (n. 1958)
- Lorenzo Arruga
- Robert Arthur (1909−1969)
- Matilde Asensi (n. 1962)
- Isaac Asimov (1920–1992)
- Pierre Aspeslag (n. 1953); Pseud. Pieter Aspe
- H. C. Asterley
- Bernardo Atxaga (n. 1951); Pseud. Joseba Irazu Garmendia
- Brigitte Aubert (n. 1956)
- Esmahan Aykol (n. 1970)
- Susanne Ayoub

## B
- Albert Cornelis Baantjer (n. 1923)
- Marlene Bach (n. 1961)
- Heinz-Peter Baecker (n. 1945)
- Desmond Bagley (1923−1983)
- Deb Baker
- John Baker
- David Baldacci (n. 1960)
- Bo Balderson
- Sharadindu Bandyopadhyay
- Roberto Bardéz (n. 1961)
- John Franklin Bardin
- Robert Barnard
- Linda Barnes (n. 1949)
- Jean-Babptiste Baronian (n. 1942)
- Nevada Barr (n. 1952)
- Juan Bas (n. 1959)
- Petra A. Bauer (n. 1964)
- George Baxt (1923–2003)
- Sinje Beck (n. 1969)
- Rolf și Alexandra Becker (n. 1923 bzw. 1925–1990); de-en. cuplu de scriitori
- Simon Beckett (n. 1968)
- Lilo Beil (n. 1947)
- George Bellairs
- Robert Leslie Bellem
- Umberto Bellini; Pseudonim v. Hans A. Piper
- Tonino Benacquista (n. 1961)
- Ben Benson (1915−1959)
- E.C. Bentley (1875−1956)
- Anthony Berkely (1893−1971); Pseud. v. Anthony Berkely Cox (A.B. Cox)
- Jacques Berndorf (n. 1936) – Pseud. v. Michael Preute
- Christa von Bernuth (n. 1961)
- Giorgio Bert
- Mongo Beti (1932−2001); Pseud. v. Alexandre Biyidi
- Martina Bick (n. 1956)
- Horst Bieber (n. 1942)
- Holger Biedermann (n. 1950)
- Francine Biere
- Pieke Biermann (n. 1950)
- Earl Derr Biggers (1884−1933)
- Mark Billingham
- Gianni Biondillo
- Richard Birkefeld (n. 1951)
- Sally Bissell
- Alexandre Biyidi (1932−2001); Pseud. Mongo Beti și Eza Boto
- André Bjerke (1918−1985); Pseud. Bernhard Borge
- Ingrid Black; Pseud. Ellis O'Hanlon și Ian McConnel
- Nicholas Blake (1904−1972); Pseud. Cecil Day-Lewis
- Lena Blaudez (n. 1958)
- D.B. Blettenberg (n. 1949)
- Lawrence Block (n. 1938)
- Stella Blómkvist –Ps o persoană islandez necunoscut
- Giles Blunt (n. 1952)
- Henning Boëtius (n. 1939)
- Pierre Boileau (1906−1989)
- Patrick Boman (n. 1948)
- Jay Bonansinga (n. 1952)
- Michael Bond (n. 1926)
- Stephen Booth (n. 1952)
- Bernhard Borge (1918−1985) – Ps. v.André Bjerke
- Jorge Luis Borges (1899–1986)
- Roger Borniche (n. 1919)
- Ole Bornemann (n. 1928)
- Horst Bosetzky (n. 1938); Pseud. -ky
- Eza Boto (1932−2001); Pseud. Alexandre Biyidi
- Oliver Bottini (n. 1965)
- Pierre Bourgeade (n. 1927)
- Sam Bourne (Pseud. v. Jonathan Freedland; * 1967)
- Emmanuel Bove (1898–1945)
- Rhys Bowen
- Elisabeth Bowers (n. 19**)
- Edward Boyd (1916–1989)
- Robert Brack (n. 1959)
- Ray Bradbury (n. 1920)
- James Bradley (n. 1967)
- Christianna Brand (1907−1988)
- Sönke Brandschwert (n. 1965) – Pseudonim
- Jürgen Breest (n. 1936)
- Fred Breinersdorfer (n. 1946)
- Paolo Brera
- Simon Brett
- Thomas Brezina (n. 1963)
- Stefan Brockhoff (SammelPseudonim)
- Dieter Bromund (n. 1938)
- Carter Brown (1923−1985) – Pseudon. Allan Geoffrey Yates
- Dan Brown (n. 1964)
- Fredric Brown (1906−1972)
- Rita Mae Brown (n. 1944)
- Sandra Brown (n. 1948)
- Ken Bruen (n. 1951)
- Rina Brundu (n. 1968)
- John Buchan, 1. Baron Tweedsmuir (1875−1940)
- John Burdett (n. 1951)
- Wolfgang Burger (n. 1952)
- James Lee Burke (n. 1938)
- Jan Burke (n. 1939)
- Miles Burton
- Gwendoline Butler (n. 1922)

## C
- Pino Cacucci (n. 1955)
- James M. Cain (1892–1977)
- Andrea Camilleri (n. 1925)
- Karel Čapek (1890–1938)
- Bernard Capes
- Massimo Carloni (n. 1959)
- Massimo Carlotto (n. 1956)
- Caleb Carr (n. 1955)
- John Dickson Carr (1906–1977)
- Stephen L. Carter (n. 1954)
- Raymond Chandler (1888–1959)
- Anne Chaplet (n. 1951)
- Kate Charles
- Leslie Charteris (1907–1993)
- James Hadley Chase (1906–1985)
- G. K. Chesterton (1874–1936)
- Peter Cheyney (1896–1951)
- Lee Child (n. 1954)
- Grigory Chkhartishvili
- Agatha Christie (1890–1976)
- Jill Churchill (n. 1943)
- Franco Clama
- Carol Higgins Clark (n. 1956)
- Mary Higgins Clark (n. 1927)
- Brian Cleeve
- Paul Cleave
- Ann Cleeves (n. 1954)
- Harlan Coben
- Anthea Cohen (n. 1913)
- Piero Colaprico
- Max Allan Collins
- Michael Collins (n. 1924)
- Mario Coloretti
- Danila Comastri Montanari
- Martin Compart (n. 1954)
- Michael Connelly (n. 1956)
- Sheila Connolly
- Robin Cook (n. 1940)
- Patricia Cornwell (n. 1956)
- Anthony Berkeley Cox
- Robert Crais
- John Creasey
- Michael Crichton (1942–2008)
- Catherine Crier
- Edmund Crispin (1921−1978)
- Freeman Wills Crofts (1879−1957)
- Deborah Crombie (n. 1952)
- Amanda Cross (1926−2003)
- James Crumley (n. 1939)

## D
- Didier Daeninckx (n. 1949)
- Arne Dahl (n. 1963) (Pseudonim von Jan Arnald)
- Conor Daly
- Jordan Dane
- Anna Dankowtsewa (n. 1961)
- Diane Mott Davidson
- Lionel Davidson (n. 1922)
- Lindsey Davis (n. 1949)
- Giancarlo De Cataldo
- Vincenzo De Falco
- William L. DeAndrea
- Jeffery Deaver (n. 1950)
- William Deverell
- Len Deighton (n. 1929)
- Sabine Deitmer (n. 1947)
- Lucio Dell'Angelo
- Lester Dent
- P. T. Deutermann
- Colin Dexter (n. 1930)
- Michael Dibdin (1947–2007)
- Peter Dickinson (n. 1923)
- Linda Di Martino
- S. S. Van Dine (1888−1939)
- Garry Disher (n. 1949)
- Rainer Dissars-Nygaard, Ps: Hannes Nygaard (1949) D
- Stephen Dobyns
- David Dodge (1910−1974)
- Thea Dorn (n. 1970)
- Tim Dorsey
- John E. Douglas
- Arthur Conan Doyle (1859−1930)
- Virginia Doyle – Pseudonim von Robert Brack
- Domizia Drinne
- Francis Durbridge (1912−1998), UK
- Friedrich Dürrenmatt (1921−1990), CH
- Jon Durschei, Ps. v. Werner Bucher (1938), CH

## E
- Mignon G. Eberhart 1899-1996)
- Horst Eckert (n. 1959)
- Umberto Eco (n. 1932)
- EDOGAWA Rampo (1894-1965)
- Martin Edwards
- Åke Edwardson (n. 1953) S
- Amelia Ellis (n. 1977)
- Wilfried Eggers (n. 1951) D
- Jürgen Ehlers (n. 1948) D
- Horst Ehmke (n. 1927)
- Kerstin Ekman (n. 1933)
- Stanley Ellin (1916–1986)
- James Ellroy (n. 1948)
- Pierre Emme (1943–2008)
- Loren D. Estleman (n. 1952)
- Janet Evanovich (n. 1943)
- Stanley Evans
- Jon Ewo (n. 1957)

## F
- Frieder Faist (n. 1948)
- Giorgio Faletti (n. 1950)
- Diane Fanning
- Annamaria Fassio
- Tony Fennelly (n. 1945)
- Enzo Ferrea
- Nino Filastò
- Claus Cornelius Fischer (n. 1951)
- Jan Flieger (n. 1941)
- Walter Foelske (Leo Feks) (n. 1934)
- Marcello Fois
- Ken Follett (n. 1949)
- Anna Maria Fontebasso
- Katherine V. Forrest (n. 1939)
- Frederick Forsyth (n. 1938)
- Karin Fossum (n. 1954)
- Christopher Fowler (n. 1953)
- Dick Francis (1920–2010)
- Leo Frank (1925−2004)
- Andreas Franz (n. 1954)
- Antonia Fraser
- Nicolas Freeling (1927−2003)
- R. Austin Freeman (1862−1943)
- Brian Freemantle (n. 1936)
- Celia Fremlin (n. 1914)
- Nicci French
- Kinky Friedman
- Gayleen Froese
- Jacques Futrelle
- Frances Fyfield (n. 1948)
- Carlo Fruttero (n. 1926) și Franco Lucentini (1920−2002)

## G
- Émile Gaboriau (1832−1873)
- Eva B. Gardener (n. 1957)
- Erle Stanley Gardner (1889−1970) (auch Pseudonim A. A. Fair)
- John Edmund Gardner (1926–2007)
- Peter Garski (n. 1959)
- Anke Gebert (n. 1960)
- Jef Geeraerts (n. 1930)
- Monika Geier (n. 1970)
- Giuseppe Genna
- Elizabeth George (n. 1949)
- Doris Gercke (n. 1937)
- Peter Gerdes (n. 1955)
- Gunter Gerlach (n. 1941)
- Anthony Gilbert
- Michael Gilbert
- Alicia Giménez-Bartlett (n. 1951)
- Buddy Giovinazzo (n. 1957)
- Friedrich Glauser (1896−1938)
- Thomas Glavinic (n. 1972)
- Peter Godazgar (n. 1967)
- Robert Goddard (n. 1954)
- Frank Göhre (n. 1943)
- Leonardo Gori (n. 1957)
- Roger Graf (n. 1958)
- Sue Grafton (n. 1940)
- Caroline Graham (n. 1931)
- Christine Grän (n. 1952)
- Ann Granger (n. 1939)
- Anna Katharine Green
- Kerry Greenwood
- Martha Grimes (n. 1931)
- Ulrich Werner Grimm (n. 1954)
- Joachim Grintsch (n. 1955)
- John Grisham (n. 1955)
- C. H. Guenter (1924−2005)
- Robert van Gulik (1910−1967)
- Elizabeth Gunn
- Batya Gur (1947−2005)

## H
- Wolf Haas (n. 1960)
- Gisbert Haefs (n. 1950)
- Nikola Hahn (n. 1963)
- Carolyn Haines (n. 1953)
- Steve Hamilton
- Dashiell Hammett (1894−1961)
- Joseph Hansen (1923−2004)
- Cyril Hare
- Thomas Harris (n. 1940)
- Havank
- Mo Hayder (n. 1962)
- J.M. Hayes
- Tim Heald
- Henry F. Heard (1889−1971)
- Ulrich Hefner (n. 1961)
- Uta-Maria Heim (n. 1963)
- Alexander Heimann (1937−2003)
- Veit Heinichen (n. 1957)
- U. A. O. Heinlein (n. 1955)
- Kathrin Heinrichs (n. 1970)
- Carsten Sebastian Henn (n. 1973)
- Georgette Heyer
- Carl Hiaasen (n. 1953)
- George V. Higgins
- Jack Higgins (n. 1929)
- Patricia Highsmith (1921−1995)
- Reginald Hill
- Tony Hillerman (n. 1925)
- John Buxton Hilton
- Chester Himes (1909−1984)
- Ulrich Hinse (n. 1947)
- Hendrik Hiwi
- Tami Hoag (n. 1959)
- Edward D. Hoch (n. 1930)
- Paulus Hochgatterer (n. 1961)
- Jilliane Hoffman (n. 1967)
- Timothy Holme
- Kirsten Holst (n. 1936)
- Anne Holt (n. 1958)
- Andreas Hoppert (n. 1963)
- E. W. Hornung (1866−1921)
- Norbert Horst (n. 1956)
- Felix Huby (n. 1938)

## I
- Arnaldur Indriðason (n. 1961)
- Viktor Arnar Ingólfsson (n. 1955)
- Michael Innes (1906−1994)
- Jógvan Isaksen (n. 1950)
- Jean-Claude Izzo (1945−2000)

## J
- Peter James (n. 1948)
- P. D. James (n. 1920)
- Sébastien Japrisot (1931−2003)
- Quintin Jardine
- Sam Jaun (n. 1935)
- Bernhard Jaumann (n. 1957)
- Marshall Jevons
- Matti Joensuu
- Stan Jones (n. 1947)
- Thierry Jonquet (1954–2009)
- Reinhard Junge (n. 1946)
- Leonid Jusefowitsch (n. 1946)

## K
- Tom Kakonis
- Anna Kalman, Pseudonim zweier Autorinnen
- Stuart Kaminsky (n. 1934)
- H. P. Karr (n. 1955)
- H. R. F. Keating (n. 1926)
- Jürgen Kehrer (n. 1956)
- Gabriele Keiser (n. 1953)
- Faye Kellerman (n. 1952)
- Jonathan Kellerman (n. 1949)
- Harry Kemelman (1908−1996)
- Fiona Kelly (n. 1959)
- Michael Kenyon
- Simon Kernick (n. 1966)
- Philip Kerr (n. 1956)
- Hans Werner Kettenbach (n. 1928)
- Yasmina Khadra (n. 1955)
- Raymond Khoury (n. 1960)
- Laurie R. King (n. 1952)
- Stephen King (n. 1947)
- Pentti Kirstilä (n. 1948)
- Simone Klages (n. 1956)
- Andrew Klavan
- Gisa Klönne (n. 1964)
- Renate Klöppel (n. 1948)
- Volker Klüpfel (n. 1971)
- Edit Kneifl (n. 1954)
- Ulrich Knellwolf (n. 1942)
- Ronald A. Knox (1888−1957)
- Michael Kobr (n. 1973)
- Alfred Komarek (n. 1945)
- Tessa Korber (n. 1966)
- Michael Koser (n. 1938)
- Marek Krajewski (n. 1966)
- Ludwig Kramer (n. 1959)
- Ralf Kramp (n. 1963)
- Barbara Krohn (n. 1957)
- Alexandra Kui (n. 1973)
- Rajesh Kumar
- Eberhard Kunkel (n. 1931)

## L
- Camilla Läckberg
- Diana Lama
- Åsa Larsson (n. 1966)
- Stieg Larsson (1954–2004)
- Emma Lathen
- Dieter de Lazzer (n. 1950)
- Maurice Leblanc (1864−1941)
- Artur Leenders (n. 1954)
- Hiltrud Leenders (n. 1955)
- Dennis Lehane (n. 1966) (US).
- Christine Lehmann (n. 1958)
- Conny Lens (n. 1951)
- Donna Leon (n. 1942)
- Elmore Leonard (n. 1925)
- Giulio Leoni
- Gaston Leroux (1878−1927)
- John T. Lescroart (n. 1948)
- Kai Leuner (n. 1974)
- Heinrich von Levitschnigg (1810-1862)
- Carl von Lieser (n. 1955)
- Jeff Lindsay (n. 1952)
- Laura Lippman (n. 1959)
- Jürgen Lodemann (n. 1936)
- E.C.R. Lorac
- Gabrielle Lord
- Jens Lossau (n. 1974)
- Peter Lovesey (n. 1936)
- Carlo Lucarelli (n. 1960)
- Robert Ludlum
- Sandra Lüpkes (n. 1971)
- Gayle Lynds

## M
- Loriano Macchiavelli
- Ross Macdonald (1915−1983)
- Alistair MacLean (1922−1987)
- Charlotte MacLeod (1922–2005)
- Léo Malet (1909−1996)
- Shane Maloney
- Jean-Patrick Manchette (1942–1995)
- Stefán Máni (n. 1970)
- Henning Mankell (n. 1948)
- Alexandra Marinina (n. 1957)
- Margaret Maron
- Petros Markaris (n. 1937)
- Liza Marklund (n. 1962)
- John P. Marquand (1893−1960)
- Ngaio Marsh (1895−1982)
- William Marshall
- Jan Mårtenson  (n. 1933)
- Hansjörg Martin (1920−1999)
- Lee Martin (n. 1943)
- Manuela Martini (n. 1963)
- Mischa Martini (n. 1956)
- Edward Marston
- Sujata Massey (n. 1964)
- Gianni Materazzo
- Jörg Maurer (n. 1953)
- Peter May
- Ed McBain (1926−2005)
- James McClure
- Val McDermid (n. 1955)
- Edmund McGirr
- Gregory Mcdonald
- Cody McFadyen (n. 1968)
- Glenn Meade (n. 1957)
- Cameron McCabe
- Iain McDowall
- Hartmut Mechtel (n. 1949)
- Derek Meister (n. 1973)
- August Gottlieb Meißner (1753−1807)
- Brad Meltzer (n. 1970)
- Deon Meyer (n. 1958)
- Milton Scott Michel
- Jon Michelet (1944 )
- Margaret Millar (1915−1994)
- Franco Mimmi
- Denise Mina
- Susanne Mischke (n. 1960)
- Dreda Say Mitchell
- Gwen Moffat
- Rick Mofina
- Michael Molsner (n. 1939)
- Stephen Molstad
- Richard Montanari (n. 1952)
- Christopher G. Moore (n. 1946)
- David Morrell
- Mark Morris
- John Mortimer (n. 1923)
- Fanny Morweiser (n. 1940)
- Walter Mosley (n. 1952)
- Marcia Muller (n. 1944)
- Clare Munnings
- Margaret Murphy
- Stefan Murr (Pseudonim von Bernhard și Charlotte Horstmann)
- Max Murray (1901–1956)
- Claudio Michele Mancini (n. 1945)

## N
- Magdalen Nabb (1947−2007)
- Sabina Naber (n. 1965)
- Barbara Nadel
- Giancarlo Narciso
- Michael Nava (n. 1954)
- Gianfranco Nerozzi
- Jo Nesbø (n. 1960)
- Håkan Nesser (n. 1950)
- Ronnith Neuman (n. 1948)
- Gerhard Neumann (1930−2002)
- Beverley Nichols
- Ingrid Noll (n. 1935)
- Malla Nunn (n. 19**)
- Harri Nykänen (n. 1953)

## O
- Gemma O’Connor (n. 1940)
- Peter O’Donnell (1920–2010)
- Joyce Carol Oates
- Petra Oelker (n. 1947)
- Celil Oker (n. 1952)
- Renato Olivieri (n. 1925)
- Karl Olsberg (n. 1960)
- Heiger Ostertag (n. 1953)
- Rodrigues Ottolengui

## P
- Leonardo Padura (n. 1955)
- Vittorio Paganini
- Don Pendleton
- Astrid Paprotta
- Sara Paretsky (n. 1947)
- Robert B. Parker (1932–2010)
- Surender Mohan Pathak
- James Patterson (n. 1949)
- Richard North Patterson
- Eliot Pattison
- Oliver Pautsch (n. 1965)
- Hans Peiffer (1925−1998)
- Hayford Peirce
- Linda Pendleton
- Daniel Pennac (n. 1944)
- Louise Penny (n. 1958)
- Pepetela (n. 1941)
- Alessandro Perissinotto
- Antonio Perria
- Anne Perry (n. 1938)
- Elizabeth Peters (n. 1927)
- Ellis Peters (1913−1995)
- Thomas Pfanner (n. 1960)
- Twist Phelan
- Mike Phillips
- Santo Piazzese (n. 1948)
- Nancy Pickard (n. 1945)
- Massimo Pietroselli
- Andrea G. Pinketts
- Akif Pirinçci (n. 1959)
- Andreas P. Pittler (n. 1964)
- Richard Plant (1910–1998; als Stefan Brockhoff)
- Edgar Allan Poe
- Theo Pointner (n. 1964)
- Melville Davisson Post (1871–1930)
- Josef J. Preyer (n. 1948)
- Anthony Price (n. 1928)
- Bill Pronzini
- Thomas Przybilka
- Claudia Puhlfürst (n. 1963)
- Lisa Pulitzer
- Mario Puzo (1920−1999)

## Q
- Ellery Queen

## R
- Indra Soundar Rajan
- Ian Rankin (n. 1960)
- Julian Rathbone (n. 1935)
- Roman Rausch (n. 1961)
- Clayton Rawson
- Satyajit Ray
- Jean M. Redmann (n. 1955)
- Linus Reichlin (1957 ) CH
- Kathy Reichs (n. 1950)
- Theodor Reisdorf
- Gerhard J. Rekel (n. 1965)
- Ilkka Remes (n. 1962)
- Ruth Rendell (n. 1930)
- Helga Riedel (n. 1942)
- Ulrich Ritzel (n. 1940)
- John Maddox Roberts (n. 1947)
- Peter Robinson (n. 1950)
- Michael Robotham (n. 1960)
- C. V. Rock
- Irene Rodrian (n. 1937)
- Matti Rönkä (n. 1959)
- Karen Rose
- Malcolm Rose (n. 1953)
- Nello Rossati
- Hemendrakumar Roy
- Wolfgang Ruehl (n. 1958)
- Ann Rule
- Craig Russell
- Dirk Rühmann (n. 1960)

## S
- Claudia Salvatori
- James Sallis (n. 1944)
- John Sandford (n. 1944)
- C. J. Sansom
- Walter Satterthwait (n. 1946)
- Dorothy L. Sayers (1893−1957)
- Steven Saylor (n. 1956)
- Giorgio Scerbanenco (1911−1969)
- Erich Schanda
- Frank Schätzing (n. 1957)
- Karl-Herbert Scheer (1928−1991)
- Andrea Maria Schenkel (n. 1962)
- Bernhard Schlink (n. 1944)
- Niklaus Schmid (n. 1942)
- Peter Schmidt (n. 1944)
- Friederike Schmöe (n. 1967)
- Hansjörg Schneider (n. 1938)
- Harald Schneider (n. 1962)
- Alan Scholefield (n. 1931)
- Daniel Scholten (n. 1973)
- Wolfgang Schorlau (n. 1951)
- Helfried Schreiter (n. 1935)
- Gesine Schulz
- Eva Schumann (n. 1957)
- Elke Schwab
- Tiziano Sclavi
- Cathy Scott
- Lisa Scottoline
- Maria Alberta Scuderi
- Klaus Sebastian
- Jan Seghers
- Ingeburg Siebenstädt; Pseud. Tom Wittgen) (n. 1932)
- Yrsa Sigurðardóttir (n. 1963)
- John Silvester
- Georges Simenon (1903−1989)
- Maj Sjöwall (n. 1935)
- John Sladek
- Edward Sklepowich (n. 1943)
- Henry Slesar (1927−2002)
- Stefan Slupetzky (n. 1962)
- Anthony Neil Smith
- Joan Smith
- C. P. Snow (1905−1980) (GB)
- Jakob Maria Soedher (n. 1963) (D)
- Ernst Solèr (1960–2008), CH
- Aldo Sorlini
- Massimiliano Sossella
- Julia Spencer-Fleming
- Mickey Spillane (1918−2006)
- Gunnar Staalesen (n. 1947)
- Christopher Stahl (n. 1944)
- Veronica Stallwood (GB)
- Heinrich Steinfest (n. 1961)
- Jörg Steinleitner (n. 1971)
- R. A. Stemmle (1903–1974)
- Lara Stern
- Samuel M. Steward (1909−1993)
- Nick Stone (1966–*)
- Rex Stout (1886–1975)
- Maria Elisabeth Straub (n. 1943)
- Hannes Sulzenbacher (n. 1968)
- Vic Suneson (1911–1975)
- Martin Suter (n. 1948)
- Leonie Swann (n. 1975)

## T
- Paco Ignacio Taibo II (n. 1949)
- Kaoru Takamura
- Cheryl Kaye Tardif
- Donna Tartt (n. 1963)
- Andrew Taylor (n. 1951)
- Phoebe Atwood Taylor (1909−1976)
- Peter Temple (n. 1946)
- George Tenner  (n. 1939)
- Lydia Tews (n. 1951)
- Josephine Tey (1897–1952)
- Sabine Thiesler (n. 1957)
- Felix Thijssen (n. 1933)
- Leslie Thomas (n. 1931)
- Ross Thomas (1926−1995)
- Sabine Thomas
- Jim Thompson (1906−1977)
- Werner Toelcke (n. 1930)
- Masako Togawa (n. 1933)
- Thorsten Tornow (n. 1963)
- Peter Tremayne (n. 1943)
- M.J.Trow (n. 1949)
- Thomas Tuma (n. 1964)
- Kurt Türke (1920-1984) D
- Helene Tursten (n. 1954)
- James Twining

## U
- Ahmet Ümit (n. 1960)
- Lisa Unger
- Arthur W. Upfield (1890−1964)

## V
- Andrew Vachss (n. 1942)
- Valerio Varesi (n. 1959)
- Fred Vargas (n. 1957)
- Manuel Vázquez Montalbán (1939−2003)
- Regula Venske (n. 1955)
- Marco Vichi
- Barbara Vine, Pseudonim von Ruth Rendell (n. 1930)

## W
- Jan Costin Wagner (n. 1972)
- Per Wahlöö (1926−1975)
- Arkadi Wainer (1931−2005)
- Georgi Wainer (1938–2009)
- Edgar Wallace (1875−1932)
- Lew Wallace
- Penelope Wallace (1923−1997)
- Minette Walters (n. 1949)
- Joseph Wambaugh (n. 1937)
- Kathinka Wantula (n. 1967)
- Hillary Waugh
- Betty Webb
- Peter Wark (n. 1961)
- Patricia Wentworth (1878−1961)
- Friedhelm Werremeier (n. 1930)
- Donald E. Westlake
- Janwillem van de Wetering (1931–2008)
- Ethel Lina White
- Bruno S. Wiek (1897–1974)
- Collin Wilcox
- Oscar Wilde (1854–1900)
- Hannes Wildecker (n. 1944)
- Charles Willeford (1919−1988)
- Jacqueline Wilson (n. 1945) (GB)
- Robert Wilson (n. 1957)
- Betty Winkelman (n. 1936)
- Wolke de Witt (n. 1964)
- Tom Wittgen; Ps. v. Ingeburg Siebenstädt) (n. 1932)
- Klaus-Peter Wolf (n. 1954)
- Detlef Wolff (1934–2004)
- Gabriele Wolff (n. 1955)
- Birgit C. Wolgarten (n. 1961)
- Gabriella Wollenhaupt (n. 1952)
- Hans Wollschläger (1935–2007)
- Sara Woods (1922−1985)
- Cornell Woolrich (1903−1968)

## Y
- Dornford Yates

## Z
- Peter-Paul Zahl (n. 1944)
- Helmut Zenker (1949−2003)
- Jan Zweyer (n. 1953)